# Paul Partsch

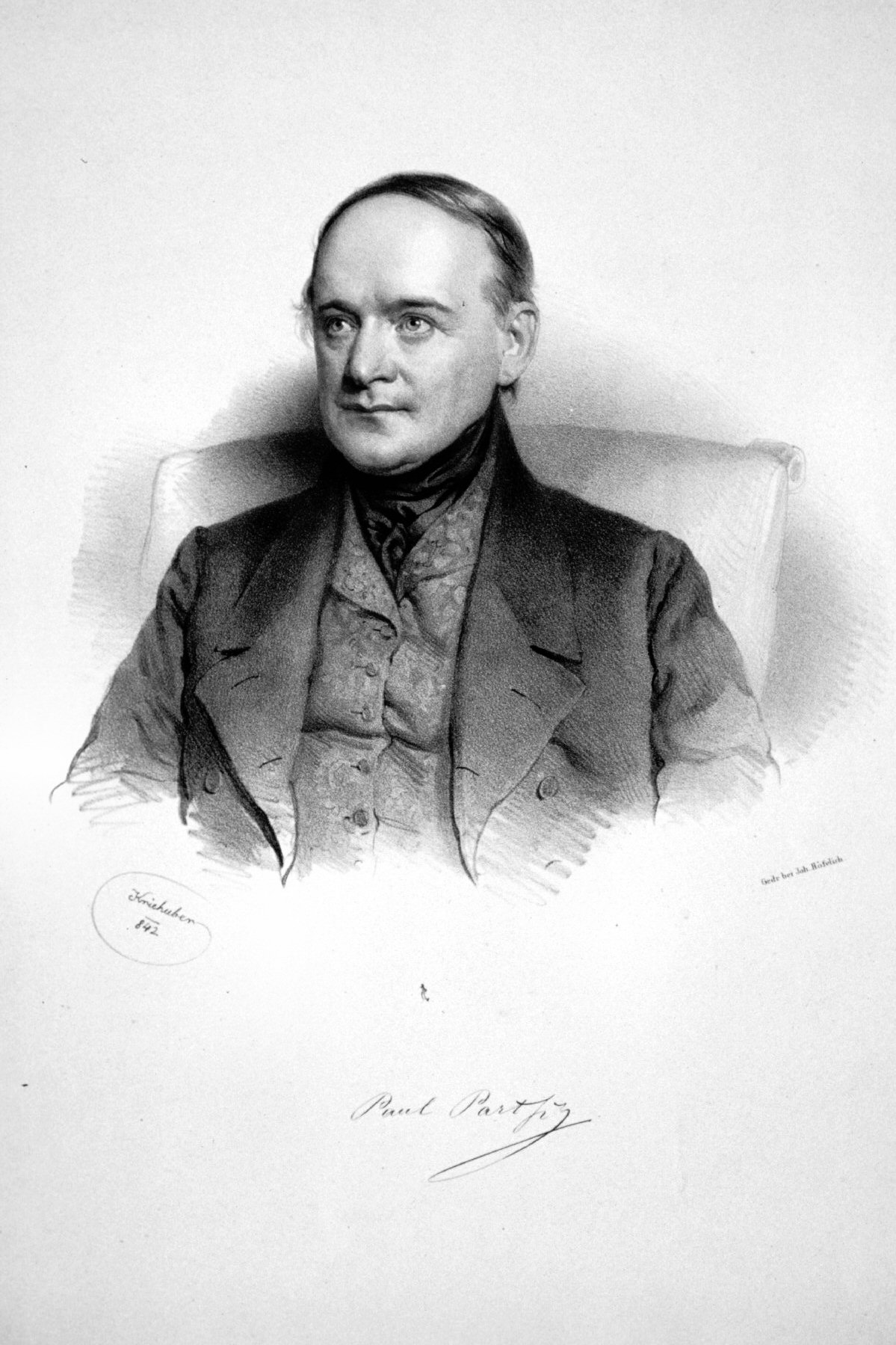
Lithographie von Josef Kriehuber, 1842

Paul Maria Joseph Partsch (* 11. Juni 1791 in Wien; † 3. Oktober 1856 ebenda) war ein österreichischer Geologe und Mineraloge.

## Leben und Wirken

### Ausbildung
Paul Partsch ist als Sohn des k.k. Lotto-Direktions-Sekretärs Josef Partsch und der Mutter Katharina, geborene Martini in Wien geboren. Seine Mutter förderte seine Begabungen, die überdurchschnittlich gewesen sein sollen. Im Alter von acht Jahren bekam er bereits eine Dispens für drei Jahre und wurde so schon im Jahr 1799 als Frequentant in der Theresianischen Militärakademie in Wiener Neustadt aufgenommen. 1803 kam er als Zögling in das Löwenburgsche Konvikt in Wien-Josefstadt. Dort bekam er einen für die damalige Zeit lebensnahen Unterricht sowohl in humanistischen Fächern als auch in lebenden Fremdsprachen.
Im Jahr 1810 begann er ein Studium an der Universität Wien für Rechtswissenschaften nach der Tradition der mütterlichen Familie. Sein Interesse galt aber dennoch der Botanik, Mineralogie, Chemie, aber auch Ökonomie. Mit diesem Wissen wollte er Landwirt werden.
Er verließ im Jahr 1814 die Universität und sollte auf Wunsch seines Vormundes am Stift Göttweig seine praktische Ausbildung vervollständigen. Da er die Rechtspflege nach wie vor nicht als sein Ziel sah, wendete er sich endgültig den Naturwissenschaften zu.
Auf seinen botanischen Exkursionen in Niederösterreich studierte er die Pflanzenwelt und trug in Tagebüchern genaue Lebensrhythmen und Standorte ein. Diese Sammlung wurde jedoch nie veröffentlicht.
Durch die Pflanzenkunde kam Partsch zu seinen eigentlichen Interessen, den Böden und Gesteinen. Von Göttweig aus untersuchte er die Böden der Böhmischen Masse. So kam er zur Geognosie, wie die Geologie in diesem Bereich früher bezeichnet wurde.

### Am k.k. Hof-Naturalienkabinett
1815 kehrte er nach Wien zurück und kaufte sich in der Mariahilfer Straße ein Haus, wo er seine Werkstatt einrichtete. Von dort wollte er Auslandsreisen an verschiedene Hochschulen zu machen, um sein Wissen zu erweitern. Zunächst führte er aber eigene Untersuchungen in der näheren Umgebung in Niederösterreich durch. So verfügte er bald über eine der größten Mineraliensammlungen Wiens und er konnte auch Kontakte zu leitenden Persönlichkeiten der K.k. Hof-Naturalienkabinette und den Hofsammlungen aufbauen. So arbeitete Partsch gemeinsam mit dem Kustos Rochus Schüch an der Katalogisierung der Sammlung von Rudolf Graf Wrbna.
Als Schüch als Bibliothekar mit der Herzogin Leopoldine nach Brasilien ging und den Dienst quittierte, versprach man Partsch die Position am k.k. Mineralienkabinett.
Mit diesem Versprechen begann auch Partsch seine Auslandsreise, die eineinhalb Jahre dauern sollte. So kam er an die Bergakademie in Freiberg in Sachsen und weiter über Frankfurt nach Paris, wo er fünf Monate blieb und auch viele Vorlesungen verfolgte, wie die des französischen Geologen Brongniart, aber auch Cuvier oder Lamarck. Von dort ging Partsch weiter nach London und in die Niederlande. Ende 1818 kam er wieder nach Wien zurück.
Er kehrte nach Wien zurück, um seinen Posten anzutreten. In der Zwischenzeit wurde aber vom Leibarzt von Kaiser Franz I., Baron Andreas Joseph von Stifft, die Anstellung am Mineralienkabinett blockiert. Die Gründe sind bis heute nicht klar erforscht. Partsch war da allerdings keine Ausnahme.
So konnte Partsch weiterhin nur als freiwilliger Mitarbeiter an der Sammlung arbeiten. Um seinen Lebensunterhalt zu bestreiten, verkaufte er seine Mineraliensammlung nach London.
Nachdem er im Jahr 1820 noch immer keine feste Anstellung hatte, nutzte er die Einladung des ungarischen Barons Jeszenak und reiste mit diesem nach Italien. Dabei konnte er verschiedene botanische Forschungen anstellen, aber auch durch die heftigen Aktivitäten des Vesuvs konnte er seine Kenntnisse aus Paris anwenden und so eine größere Sammlung von Gesteinen anlegen, die nur mehr kartiert werden musste. Nach zehn Monaten kehrte er wieder nach Wien zurück. Da sich an der Haltung Stiffts nichts geändert hatte, musste Partsch jetzt sogar sein Wohnhaus in Wien verkaufen, um überleben zu können. Da von Stifft das gesamte Unterrichtssystem beherrscht war, war auch keine Position an der Universität oder anderen Instituten möglich.
Sein Stolz hielt ihn aber dennoch als freiwilligen Mitarbeiter an der Sammlung, andererseits musste er zwölf Jahre lang mit Privatunterricht seinen Unterhalt verdienen. Darunter waren Persönlichkeiten wie die Barone Kübeck oder Lederer, die Fürstin Palm, der Baron Pillersorf oder der Graf Eugen Czernin. Auch Erzherzog Karl ließ seine Kinder von ihm unterrichten.
Im Jahr 1821 konnte er mit seinen Ersparnissen einige Exkursionen nach Mähren und nach Ungarn in Begleitung des Chemikers Benjamin Scholz und Pharmazeuten Ludwig. Partsch schrieb auch in diesem Jahr sein erstes kleines Werk. Für Eduard van der Nüll führte er eine Nachkatalogisierung von Mineralstufen durch, die in der Sammlung bei der Katalogisierung durch Mohs im Jahr 1802 noch nicht vorhanden waren. Diese blieb aber ungedruckt.
Das Jahr 1823 brachte für Partsch endlich einen größeren Auftrag. Auf Anregung von Ignaz von Mitis erhielt Partsch von den Niederösterreichischen Ständen den Auftrag eine geologische Karte von Niederösterreich und den angrenzenden Ländern zu erstellen. Für diesen Auftrag erhielt er allerdings einen nicht sehr hohen Pauschalbetrag von 2000 Gulden. Da er allein daran arbeitete, dauerte diese Arbeit, die zu einem Teil zu seinem Lebenswerk gezählt werden kann, über 19 Jahre lang.
Im Jahr 1823 wagte es Graf Wrbna endlich in Abwesenheit Stiffts ein Ansuchen an Kaiser Franz I. wegen des Postens im Mineralienkabinett zu stellen. Allerdings fällte der Kaiser vorerst keine Entscheidung und später starb der Graf, sodass Stifft jetzt erst recht freie Bahn für seine Intrigen gegen Partsch hatte. So wurde statt Partsch der von der Brasilien-Expedition zurückgekehrte Johann Pohl vorgezogen und diesem zuerst die Leitung des Brasilianischen Museums im Harrachschen Haus und bald der Naturalienkabinette übertragen.
So getroffen suchte er jetzt selbst um den Posten an. Nach mehrmaligen Versuchen bekam er und sein Kollege Kollar nach einer Entschließung des Kaisers im Jahr 1824 die Stellen als Aufseher an den Naturalienkabinetten. Die Entlohnung der Posten war allerdings nicht gleich. Seine Bescheidenheit ist an seinem Verzicht auf die höhere Entlohnung gegenüber Kollar erkennbar, da dieser finanziell noch schlechter gestellt war als er.
Im selben Jahr erhielt er den Auftrag sonderbare Detonationsphänomene auf der Insel Meleda bei Ragusa zu erforschen. Auf Grund seiner vulkanologischen Kenntnisse konnte er befürchtete Vulkanausbrüche ausschließen und sie mit Karsterscheinungen erklären. Die Ergebnisse der Forschungsreise sind in Buchform in Wien im Jahr 1826 erschienen. Für dieses Werk wurde auch vom Kaiser erstmals Allerhöchstes Wohlgefallen ausgedrückt.
Weitere Aufträge erhielt zur geologischen Erforschung von Siebenbürgen. Dabei wurden die Erzlagerstätten in Offenbanya und südlich von Szaszvaros sowie die Salzvorkommen erforscht. Diese Arbeit konnte er jedoch nicht abschließen, da er dringend wieder nach Wien musste.

### Partsch und Mohs
Unter Partsch stieg die Bedeutung der Mineraliensammlung ständig auch gegenüber der Universität. Um die Universität im Gegenzug wieder zu stärken, organisierte der in der Zwischenzeit zum Freiherrn erhobene Stifft Friedrich Mohs für Vorlesungen an der Universität. Dieser sollte seine Vorlesungen am Hof-Mineralienkabinett abhalten und die dortigen Sammlungen verwenden. Dazu mussten diese aber erst nach dem naturhistorischen System von Mohs umgestellt werden. Das war der Grund warum Partsch übereilt nach Wien kommen musste, um als Aufseher anwesend zu sein und die Sammlungen neu zu kategorisieren. Da aber auch die Mohs'sche Ordnung für die Mineralien nur unvollkommen war, ließ Partsch auch die Namen von Haüy und Werner anbringen.
Partsch unterstützte zwar Mohs, sie waren aber beide vollkommen gegensätzliche Naturen. Während Mohs die Geognosie von der systematischen und mathematischen Seite sah, war Partsch der Mensch, der die Geognosie von der Seite der Natur sah. Auch charakterlich waren sie vollkommen verschieden. Mohs war der kühle Rechner, während Partsch aus innerer Berufung arbeitete und forschte. So kam es im Jahr 1831 zum Bruch der beiden und Partsch verweigerte Mohs die weitere Unterstützung. Auch von Partsch's Vorgesetzten Karl von Schreibers wurde diese Haltung unterstützt. In seinen Aufzeichnungen schreibt Partsch:

„Diese Hilfeleistungen von meiner Seite (obwohl in den nächsten Jahren durch genaue Aufzeichnungen erleichtert) dauerten bis zum Jahre 1831, wo ich mich mit dem schroffen und egoistischen, wenn auch sehr verdienstvollen Professor überwarf. Er war ein Günstling von Stifft, that aber gar nichts (obwohl es ihm ein leichtes gewesen wäre) mein Los zu verbessern: Herr Betzich, jetzt Kanzlist am kaiserl. Mineralienkabinet, der ihm zu der Vorlesung unentbehrlich war und sich ganz ihm hingab, erfuhr davon noch auffallendere Beweise.“

Für die Versammlung Deutscher Naturforscher und Ärzte in Wien übernahm Partsch die Neuaufstellung der Konchylien-Sammlung, die er bereits seit 1824 betreute. Zu einer von Joseph Franz Freiherrn von Jacquin herausgegebenen Schrift verfasste er als Anhang Die artesischen Brunnen in und um Wien. Bei dieser Versammlung wurde Partsch die Ehre zuteil und er wurde zum Sekretär der mineralogischen Sektion gewählt. Um seine peinliche Berufsbezeichnung Aufseher zu verstecken, wurde sein Posten von Schreibers zum Inspektor verändert.
In den Folgejahren setzte Partsch seine Arbeit an der niederösterreichischen Karte fort. Der Betrag von 2.000 Gulden war bereits verbraucht, doch Partsch setzte die Arbeit mit seinem Idealismus auf seine Kosten fort, obwohl er bei Freiwerden der Kustodenstelle durch den Tod Pohls wieder übergangen wurde und Mohs eingesetzt wurde, was ihn neuerlich schwer kränkte.
Der weiterhin als Aufseher arbeitende Partsch machte weitere Untersuchungen. Als nächstes Projekt war die Gegend von Gleichenberg. Die Stadt sollte damals zum Kurbad werden.

### Der Tod des Kaisers und späte Anerkennung
Eine Wende in seinem Leben brachte der Tod Kaiser Franz I. Mit diesem musste auch Stifft unter Kaiser Ferdinand kurz darauf seine Macht abgeben und die Personalpolitik wurde neu geregelt. Partsch wurde nach nunmehr 19 Dienstjahren als sechster Kustos eingesetzt und noch im selben Jahr rückte er bis auf die des dritten Kustoden mit 1.400 Gulden und Dienstwohnung vor.
1836 begann er mit Neugruppierungen der Sammlungen des Mineralienkabinettes. Er schenkte seine Ansammlung von Versteinerungen, die vor allem aus dem Wiener Becken stammen, dem Kabinett zur Gründung einer paläontologischen Sammlung. Auch aus dem inzwischen geschlossenen Brasilianischen Museum kamen die Bestände in das Kabinett und mussten eingegliedert werden. Da Pohl Botaniker und kein Geologe war, war dessen Sammlung eher eine Ansammlung und bedurfte weiterer Katalogisierung. Neben weiteren Studien setzte er die Neugruppierung auch für den freigewordenen vierten Saal fort. Ohne die Sammlungen zu sperren, dauerte diese Neuordnung in acht Sammlungen fünf Jahre bis 1842. Die Gesamtbestände beliefen sich damals auf ca. 50.000 Stück von Mineralien, Gesteinen, Meteoriten und Fossilien. In der Folge konnte er noch einige Werke schreiben.
1847 wurde während er sich auf einer Seefahrt nach Konstantinopel befand von Kaiser Ferdinand als einziger der Naturalienkabinette zum Mitglied der kaiserlichen Akademie der Wissenschaften ernannt. Im Jahr 1848 erkrankte er einerseits, andererseits war er am meisten besorgt um seine Sammlungen, dass diesen im Rahmen der Aufstände nichts passiert. Die Sammlungen sind teilweise, wie das Büro Schreibers, wo noch ungedruckte Studien verbrannten oder das Tierkabinett, wo die Tagebücher Johann Natterers ebenfalls verbrannten, schwer beschädigt worden.
Im Jahr 1849 erholte sich Partsch gesundheitlich wieder einigermaßen. Schwer getroffen hat ihn allerdings der Tod seiner Mutter, die 1850 82-jährig starb.
1851 wurde Schreibers pensioniert und die Kabinette administrativ getrennt. In der Folge wurde Partsch, der in der Zwischenzeit 63 Jahre alt wurde, zum Kustos und Vorstand des k.k. Hof-Mineralien-Kabinettes ernannt.
1855 wurde er zum korrespondierenden Mitglied der Göttinger Akademie der Wissenschaften gewählt. 1856 wurde er Mitglied der Leopoldina. Er sollte an der Novara-Expedition teilnehmen, die schon länger rund um die Welt geplant war. Im Jahr 1856 starb er aber. Bestattet wurde er auf dem Schmelzer Friedhof.

## Schriften
- Beschreibendes Verzeichnis einer Sammlung von Diamanten und der zur Bearbeitung derselben nothwendigen Apparate, welche Sr. Majestät dem Kaiser für das k. k. Mineralien-Kabinet in Wien dargebracht wurden von dem k. k. Hof Juwelier M. Cohen, 1822
- Bericht über das Detonationsphaenomen auf der Insel Meleda bei Ragusa. Nebst geographisch-statistischen und historischen Notizen über diese Insel und einer geognostischen Skizze von Dalmatien, 1826
- Die artesischen Brunnen in und um Wien, nebst geognostischen Anmerkungen über dieselben.
- Geognostischen und mineralogischen Anhang zu Pohls Brasilien Reiseberichte, 1838
- Kurze Übersicht der im k. k. Hof-Mineralienkabinet zu Wien zur Schau gestellten acht Sammlungen. Mit einem Grundriß, 1843
- Die Mineraliensammlung im k. k. Hof-Mineralienkabinet zu Wien, 1843
- Die Meteoriten oder vom Himmel gefallenen Steine und Eisenmassen im k. k. Hof-Mineralienkabinet zu Wien, 1843 Digitalisat
- Über den Meteorstein-Niederfall unweit Mezö-Madaras in Siebenbürgen am 4. September 1852